# 约尔格·阿尔贝茨
约尔格·阿尔贝茨（德語：Jörg Albertz，發音：[ˈjœʁk ˈʔalbɛʁts]；1971年1月29日—) ，是已退役的德国足球运动员，前汉堡队队长，格拉斯哥流浪者名人堂成员，中国足球先生，1996年至1998年间入选过德国国家足球队。

## 足球生涯

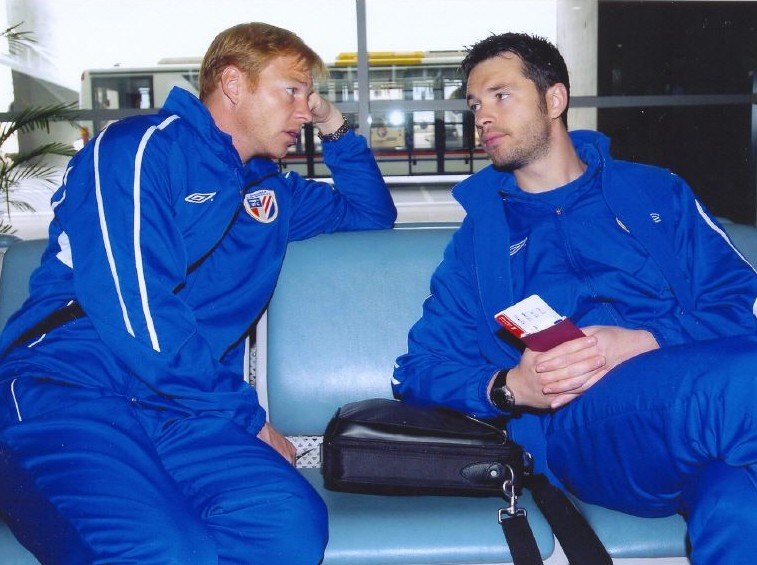
在上海申花时期的阿尔贝茨（左）

### 成名于汉堡
作为青年球员和学徒的阿尔贝茨最初在他的家乡德甲球队门兴格拉德巴赫踢球。他的职业生涯起于杜塞尔多夫，1990年他和杜塞尔多夫福图纳签订了第一份职业球员合同。当这支莱茵兰地区球队从德甲降入乙级后阿尔贝茨转会去了汉堡，很快他就成为了队中的核心球员和公众心目中的英雄，并且由于他势大力沉的出色远射击能力使他争取到了「铁锤」的美誉，仅两个赛季之后便成为了球队的队长。

### 加盟苏超
1996年成名的阿尔贝茨以400万英镑的价格签约苏格兰足球超级联赛老字号劲旅格拉斯哥流浪者，曾帮助球队获得该队的连续第9个联赛冠军头衔，并且在1997年1月和世敌苏格兰凯尔特人的比赛中射出一记著名的任意球。之后阿尔贝茨在流浪者队球迷中拥有极高的支持度；但是在主教练沃尔特·史密斯离开球队后，迪克·艾德沃卡特执掌球队时期约根经常得不到首发出场的机会。

### 中国足球先生
在流浪者时期，阿尔贝茨赢得了1997年, 1999年和2000年的联赛冠军，之后在2001年重返汉堡，与主教练艾德沃卡特的不愉快经历时导致阿尔贝茨离开Ibrox球场的主要原因，但是重回汉堡的阿尔贝茨并不如人们期望的那么出色，并且与汉堡主帅矛盾激化。最终在2002-03赛季开始前转会来到中国甲A联赛球队上海申花。
来到上海后的阿尔贝茨很快成为了球队的中场发动机，第一年就率领球队获得末代甲A联赛冠军，是申花夺冠的功臣之一，被誉为申花队引进最成功的外援之一。而阿尔贝茨的敬业精神和严谨的作风也使他赢得了众多上海球迷的支持，并以赛季出色的表现成为了当届的中国足球先生。

### 近况
2004年阿尔贝茨返回德国在菲尔特从新开始德国联赛征程，在多次受伤后他再次转会到了老东家杜塞尔多夫福图纳，只是现在的球队只徘徊在丙级联赛中。2008赛季，阿尔贝茨重回苏格兰联赛，在甲级球队克莱德中短暂的效力后正式挂靴。